# 佩鲁泽
佩鲁泽（法語：Peyrouzet，法語發音：[pɛʁuzɛ]）是法国上加龙省的一个市镇，属于圣戈当区。

## 地理
佩鲁泽（43°12'5"N, 0°49'52"E）面积4.88 平方千米，位于法国奧克西塔尼大區上加龙省，该省份为法国西南部内陆省份，西南端与西班牙接壤，自此顺时针与上比利牛斯省、热尔省、塔恩-加龙省、塔恩省、奥德省和阿列日省接壤。
与佩鲁泽接壤的市镇（或旧市镇、城区）包括：欧隆、奥瑞纳、卡萨尼亚贝尔图尔纳、圣埃利塞格朗。

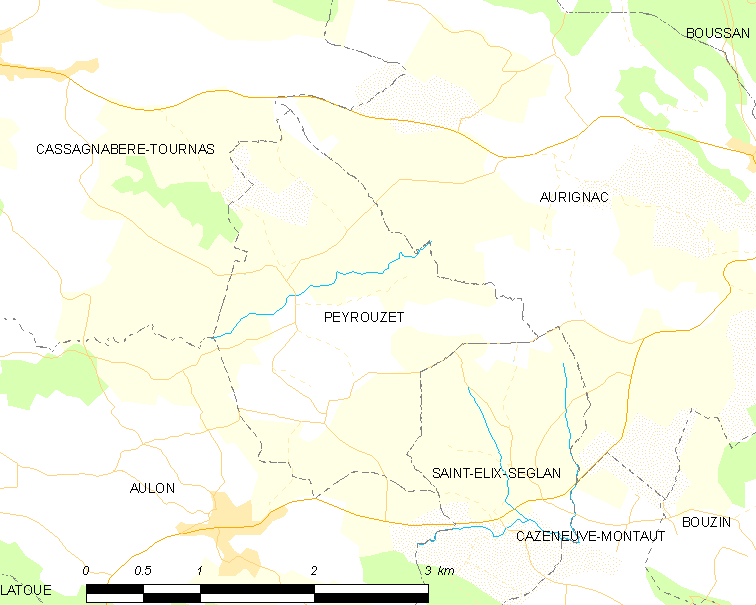
佩鲁泽的OSM定位图

佩鲁泽的时区为UTC+01:00、UTC+02:00（夏令时）。

## 行政
佩鲁泽的邮政编码为31420，INSEE市镇编码为31415。

## 政治
佩鲁泽所属的省级选区为卡泽尔县。

## 人口

1962-2008年间佩鲁泽人口变化图示

佩鲁泽于2022年1月1日时的人口数量为81人。